# Nueva Esperanza, Argentina
Nueva Esperanza är en kommunhuvudort i Argentina.   Den ligger i provinsen Santiago del Estero, i den norra delen av landet, 1 100 km nordväst om huvudstaden Buenos Aires. Nueva Esperanza ligger 324 meter över havet och antalet invånare är 4 278.
Terrängen runt Nueva Esperanza är platt. Runt Nueva Esperanza är det mycket glesbefolkat, med 3 invånare per kvadratkilometer.. Det finns inga andra samhällen i närheten.
I omgivningarna runt Nueva Esperanza växer i huvudsak lövfällande lövskog.